# خابکووتسه
خابکووتسه (به لهستانی:  Habkowce) یک روستا در لهستان است که در گمینا چیسنا واقع شده‌است. خابکووتسه ۳۰ نفر جمعیت دارد.